# Эвглена
Эвгле́на (лат. Euglena) — род одноклеточных организмов из класса эвгленид (Euglenida). Насчитывают более 1000 видов, распространённых как в морских, так и в пресных водоёмах.

## Строение и функции
Размеры представителей рода варьируют от 40 до 200 микрон. У разных представителей клетки обладают веретенообразной, цилиндрической или лентовидной формой; тупо срезаны на переднем и заострены на заднем конце.
Эвглена способна питаться как гетеротрофно, так и автотрофно. Эвглена поглощает питательные вещества путём осмотрофии и может выжить без света, питаясь такими органическими веществами, как экстракт говядины, пептон, ацетат, этанол или углеводы. При присутствии солнечного света эвглена использует хлоропласты, содержащие хлорофилл a и хлорофилл b, для производства сахаров путём фотосинтеза. Хлоропласты эвглены окружены тремя мембранами, в то время как у растений и зелёных водорослей (среди которых ранние систематики часто помещали эвглену) есть только две мембраны. Этот факт был принят за морфологическое доказательство того, что хлоропласты эвглены произошли от эукариотической зелёной водоросли. Таким образом, сходство между эвгленой и растениями возникает не из-за родства, а из-за вторичного эндосимбиоза. Молекулярно-филогенетический анализ подтвердил эту гипотезу, и теперь она общепринята.

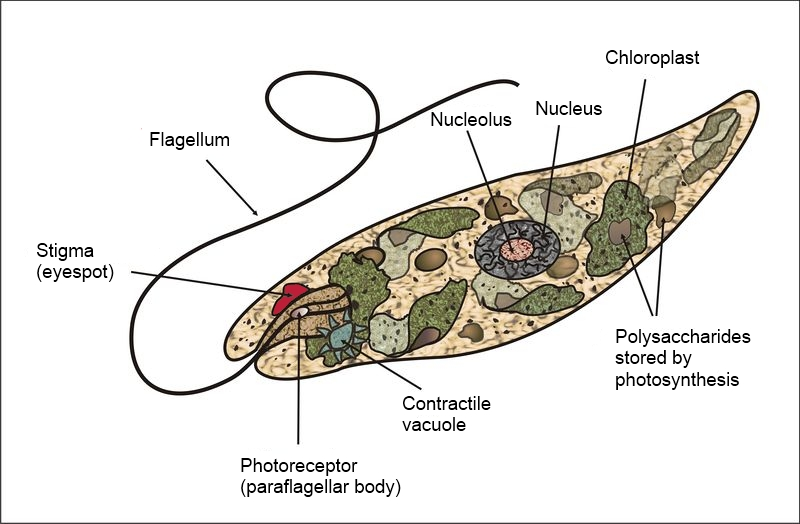
Строение эвглены

Хлоропластов обыкновенно несколько (разнообразной формы) или один (лентовидный или разрезной). Хлоропласты эвглены содержат пиреноиды, используемые в синтезе парамилона, близкого по составу к крахмалу вещества, позволяющего эвглене выживать в периоды отсутствия света. Наличие пиреноидов используется в качестве отличительного признака рода, отделяющего его от других эвгленоидов, таких как Lepocinclis и Phacus.

Эвглены имеет два укорененных в кинетосомах жгутика, расположенных в небольшом резервуаре в передней части клетки. Как правило, один жгутик очень короткий и не выступает из клетки, в то время как другой достаточно длинный, и его можно увидеть при световой микроскопии. У некоторых видов, таких как Euglena mutabilis, оба жгутика полностью помещены во внутреннюю часть клетки и, следовательно, не могут быть видны в световой микроскоп. Длинный, выступающий из клетки жгутик служит для передвижения клетки. Поверхность жгутика покрыта примерно 30 000 тонких нитей, называемых мастигонемами.

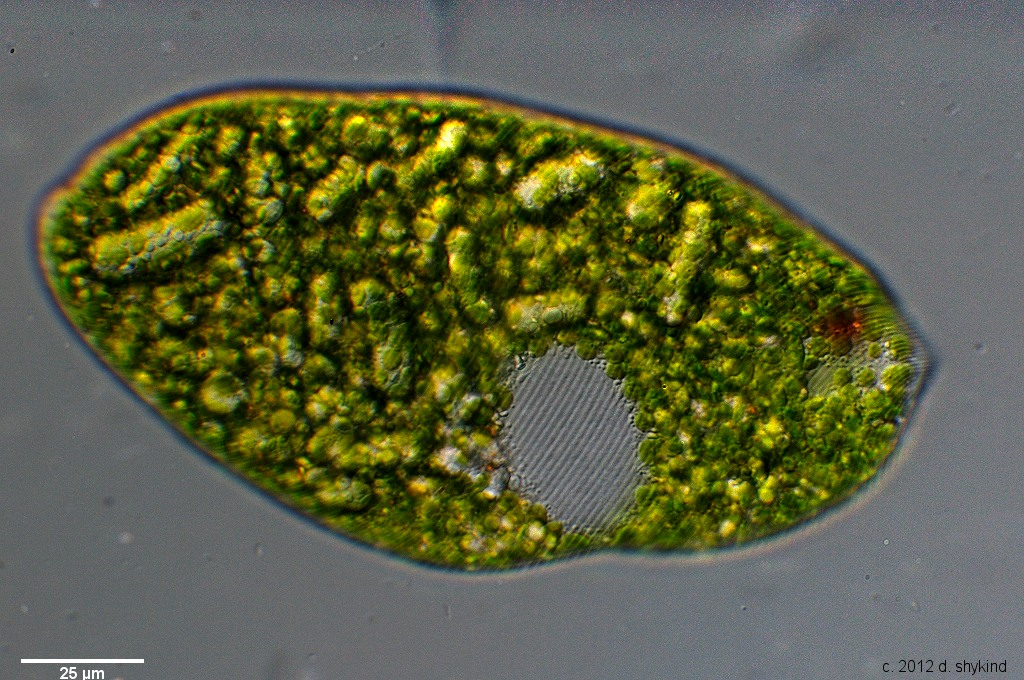
Спиральные полоски пелликулы

Как и другие эвгленоиды, эвглена обладает стигмой, органеллой, состоящей из гранул каротиноидного пигмента, расположенной на переднем конце тела вблизи основания жгутика. Сама стигма не считается светочувствительной. Скорее, она фильтрует солнечный свет, падающий на светочувствительную структуру у основания жгутика (утолщение, известное как парафлагеллярное тело), позволяя только определённым длинам волн света достигать его. Когда клетка вращается относительно источника света, стигма частично блокирует источник, позволяя эвглене найти свет и двигаться к нему (процесс, известный как фототаксис).
У эвглены отсутствует клеточная стенка. Вместо этого она имеет пелликулу, состоящую из белкового слоя, поддерживаемого субструктурой микротрубочек, расположенных в виде полосок, спирально вращающихся вокруг клетки. Движение полосок пелликулы называется метаболией, и придаёт эвглене её исключительную гибкость и сократительную способность. Механизм этого движения не изучен, но его молекулярная основа может быть сходна с амёбоидной.
Эвглена имеет одно ядро. Вблизи стигмы расположена система сократительной вакуоли, резервуар которой опорожняется в жгутиковый карман.

## Размножение
Эвглене присуще бесполое размножение путём бинарного деления. Процесс размножения начинается с митоза клеточного ядра, за которым следует деление самой клетки. Эвглена делится продольно, начиная с переднего конца клетки, с удвоением жгутиковых отростков, жгутикового кармана и стигмы.

## История и ранняя классификация

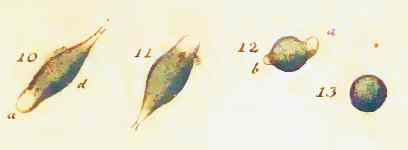
Cercaria viridis (= E. viridis) из Animalcula Infusoria Мюллера. 1786

Эти организмы были одними из первых протистов, которых человек рассмотрел под микроскопом.
В 1674 году в письме в Королевское общество Антони ван Левенгук писал, что он собрал пробы воды из внутреннего озера, в котором он обнаружил «анималькули», которые были «зелёными посередине, а спереди и сзади белыми».
В 1695 году Джон Харрис опубликовал «Микроскопические наблюдения», в которых сообщалось, что он исследовал «маленькую каплю зелёной поверхности лужицы» и обнаружил, что она «целиком состоит из животных различных форм и размеров». Среди них были «овальные существа, средняя часть которых была травянисто-зелёной, но каждый конец прозрачным».
В 1786 году О. Ф. Мюллер дал более полное описание организма, который он назвал Cercaria viridis, отметив его отличительную окраску и изменчивую форму тела. Мюллер также создал серию иллюстраций, точно изображающих волнообразные, сократительные движения (метаболию) тела эвглены.

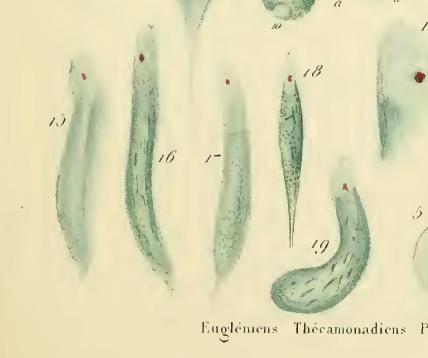
Эвглена из Histoire Naturelle des Zoophytes Феликса Дюжардена, 1841

В 1830 году К. Г. Эренберг поместил эвглену в соответствии с изобретённой им системой классификации среди Polygastrica семейства Astasiaea: существ без пищеварительного канала, изменчивой формы тела, без псевдоподий или плотной оболочки (лорики). Используя ахроматический микроскоп, Эренберг смог увидеть стигму эвглены, которую он верно определил как «зачаточный глаз» (хотя он ошибочно полагал, что это означает, что у существа также есть нервная система). Эта особенность была включена в название нового рода, построенное из греческих корней eu (хороший) и glēnē (глазное яблоко).
Эренберг, однако, не заметил жгутиков эвглены. Первым, кто опубликовал запись об этой особенности, был Феликс Дюжарден, который добавил «филамент жгутикообразный» к описательным критериям рода в 1841 году. Впоследствии в 1853 году для существ, подобных эвглене, был создан класс Жгутиковые, представители которого обладают одним или несколькими жгутиками. Хотя Жгутиковые перестали использоваться в качестве таксона, наличие жгутиков по-прежнему используется в качестве филогенетического критерия.

## Современная филогенетика и классификация
в 1881 году Георг Клебс провел первичное таксономическое разделение зелёных и бесцветных жгутиковых организмов, отделив фотосинтетические эвгленоиды от гетеротрофных. Последние были разделены между Astasiaceae и Peranemaceae, а гибкие зелёные эвгленоиды были отнесены к роду Euglena.
В 1948 году Прингсхайм утверждал, что различие между зелёными и бесцветными жгутиконосцами не имеет таксономического обоснования. Он предложил нечто вроде компромисса, поместив бесцветные сапротрофные эвгленоиды в род Astasia, в то же время оставляя некоторых бесцветных эвгленоидов в роду, включающем фотосинтезирующие организмы, при условии, что у них есть структурные особенности, доказывающие общее происхождение. Среди самих зелёных эвгленоидов Прингсхайм признал близкое родство видов Phacus и Lepocinclis с некоторыми видами Euglena.
Идея классификации эвгленоидов по способу питания была окончательно отвергнута в 1950-х годах, когда была опубликована крупная ревизия этого типа, в которой организмы были сгруппированы по общим структурным признакам, таким как количество и тип жгутиков. В 1994 году генетический анализ не-фотосинтезирующего эвгеноида Astasia longa подтвердил, что этот организм сохраняет последовательности ДНК, унаследованные от предка, который, должно быть, имел функционирующие хлоропласты.
В 1997 году морфологическое и молекулярное исследование Euglenozoa поставило Euglena gracilis в близкое родство с видом Khawkinea quartana. Два года спустя молекулярный анализ показал, что E. gracilis на самом деле был более тесно связан с Astasia longa, чем с некоторыми другими видами Euglena. В 2015 году доктор Эллис О'Нил и профессор Роб Филд секвенировали транскриптом Euglena gracilis, который предоставляет информацию обо всех генах, активно используемых организмом. Они обнаружили, что у Euglena gracilis есть целый ряд новых, неклассифицированных генов, которые могут создавать новые формы углеводов.
Euglena viridis оказалась генетически ближе к Khawkinea quartana, чем к другим изученным видам Euglena. Признавая полифилетическую природу рода Euglena, Marin et al. (2003) пересмотрели его, включив в него некоторых представителей, традиционно помещаемых в Astasia и Khawkinea.

## Эвглена как сырьё для производства биотоплива
Липиды, находящиеся в эвглене, рассматриваются как перспективное сырьё для производства биодизельного и реактивного топлива. Компания под названием Euglena Co., Ltd. в 2018 году завершила строительство нефтеперерабатывающего завода в Йокогаме с производственной мощностью 125 килолитров биореактивного топлива и биодизеля в год.